# Municipio de Planters
El municipio de Planters (en inglés: Planters Township) es un municipio ubicado en el condado de Chicot en el estado estadounidense de Arkansas. En el año 2010 tenía una población de 3481 habitantes y una densidad poblacional de 4,21 personas por km².

## Geografía
El municipio de Planters se encuentra ubicado en las coordenadas 33°7′56″N 91°16′27″O / 33.13222, -91.27417. Según la Oficina del Censo de los Estados Unidos, el municipio tiene una superficie total de 826.96 km², de la cual 778.76 km² corresponden a tierra firme y (5.83%) 48.2 km² es agua.

## Demografía
Según el censo de 2010, había 3481 personas residiendo en el municipio de Planters. La densidad de población era de 4,21 hab./km². De los 3481 habitantes, el municipio de Planters estaba compuesto por el 29.76% blancos, el 66.16% eran afroamericanos, el 0.26% eran amerindios, el 0.03% eran asiáticos, el 0.09% eran isleños del Pacífico, el 3.42% eran de otras razas y el 0.29% pertenecían a dos o más razas. Del total de la población el 4.17% eran hispanos o latinos de cualquier raza.